# Cal Claries
Cal Claries és una obra del poble de la Móra, al municipi de Granyanella (Segarra) inclosa a l'Inventari del Patrimoni Arquitectònic de Catalunya.

## Descripció
És un dels primers habitatges que es van realitzar al poble amb tapia de fang als murs, tot i que presenta una base construïda amb pedra. L'estructura està formada per planta baixa, per a usos agrícoles, primera planta, com habitatge familiar, i golfes. L'element mes destacable es la llinda a la porta principal d'accés, que dona la data de la construcció, 1558, al mateix temps que s'hi pot observar un treball decoratiu a la part inferior de formes arrodonides i molt habituals durant el segle xvi a la zona de la comarca de La Segarra.